# Gençay
Gençay település Franciaországban, Vienne megyében. Lakosainak száma 1681 fő (2022. január 1.). Gençay Brion, Magné, Marnay és Saint-Maurice-la-Clouère községekkel határos.

## Népesség
A település népességének változása:
| Lakosok száma | 1733 | 1733 | 1796 | 1737 | 1739 | 1746 | 1743 | 1708 | 1681 |
|               | 2013 | 2015 | 2016 | 2017 | 2018 | 2019 | 2020 | 2021 | 2022 |